# Föritztal
Föritztal – gmina w Niemczech, w kraju związkowym Turyngia, w powiecie Sonneberg. Powstała 6 lipca 2018 z połączenia gmin Föritz, Judenbach oraz Neuhaus-Schierschnitz, które stały się automatycznie jej częściami (Ortsteil).
Przez południową część gminy przebiega droga krajowa B89 oraz droga krajowa B4.